# حمد بن جاسم بن جبر آل ثانی
شیخ حمد بن جاسم بن جبر آل ثانی (به عربی: الشیخ حمد بن جاسم بن جبر آل ثاني) (زاده ۳۰ اوت ۱۹۵۹) از سال ۲۰۰۷ تا ۲۰۱۳ نخست‌وزیر قطر بود، و همچنین از ۱۹۹۲ تا ۲۰۱۳ به‌عنوان وزیر امور خارجه قطر فعالیت نمود.
حمد بن جاسم، در به‌قدرت رسیدن هشتمین امیر قطر یعنی حمد بن خلیفه آل ثانی در سال ۱۹۹۵ نقش مهمی را ایفا نمود. حمد بن جاسم مدتی نیز به عنوان مدیر عامل سازمان سرمایه‌گذاری قطر فعال بود. وی در تاریخ ۲۶ ژوئن ۲۰۱۳ یک روز پس از کنار رفتن داوطلبانه امیر سابق قطر حمد بن خلیفه آل ثانی، از سمت خود برکنار شد.

## میانجی‌گری و کمک‌های بشردوستانه
حمد بن جاسم بن جبر آل ثانی در زمینه فعالیت‌های صلح دوستانه طی ۲۰ سال گذشته فردی فعال بوده‌است و به‌طور مثال برای حل بسیاری از درگیری‌های بین‌المللی میان کشورهایی مانند (اریتره و جیبوتی)، (سودان و چاد) و (سودان و اریتره) و مسائل داخلی کشورهایی متعدد و درگیری‌های دولت (یمن و حوصی‌ها) و درگیری داخلی (حماس و فتح) نقش کلیدی داشته‌است. وی در نوامبر ۲۰۱۰، به همراه دفتر هماهنگی امور بشردوستانه سازمان ملل متحد و کمیساریای عالی پناهندگان سازمان ملل متحد، فراخوان بشردوستانه ۲۰۱۱ را در دوحه آغاز کرد. این ابتکار قرار بود به بهبود شرایط زندگی میلیون‌ها نفر که تحت تأثیر بحران‌های بشردوستانه در سراسر جهان قرار دارند، کمک کند. این ابتکار با حضور ۸۵ نماینده از ۸۵ نماینده از کشورهای عضو اتحادیه اروپا، کمیسیون اروپا، شورای اتحادیه اروپا، کشورهای ذینفع، سازمان ملل و سازمان‌های مردم نهاد برگزار شد.

## فعالیت اقتصادی و ثروت
نیویورک تایمز وی را یکی از ثروتمندترین افراد جهان معرفی کرده‌است. کشتی بادبانی عظیم وی که ۱۳۳ متر طول دارد، هشتمین کشتی بادبانی عظیم دنیا به حساب می‌آید. روزنامه‌های خبری انگلیس وی را «مردی که لندن را خریده‌است» نامیده‌اند.
وی همچنین در زمینه اقتصادی فعالیت‌های گسترده دارد و به‌طور مثال نقش مؤثری در سازمان سرمایه‌گذاری قطر، مروارید قطر و هرودز ایفا می‌کند و صاحب چند شعبه از بانک لوکزامبورگ است. شیخ حمد بن جاسم ارتباطات اقتصادی و سیاسی مستحکمی با برخی نخبگان بریتانیایی دارد و یکی از طراحان اصلی سرمایه‌گذاری قطر در بریتانیا بوده‌است. وی با ریاست صندوق سرمایه‌گذاری قطر که یکی از مهمترین موسسه‌های مالی و سرمایه‌گذاری جهان محسوب می‌شود، سرمایه‌گذاری‌های کلانی را در انگلیس انجام داده‌است که از جمله آن‌ها خرید مرکز خرید «هرودز» و آسمان‌خراش «شارد»، خرید سهام در بازارهای بورس «سینزبوریز» و خرید سهام در بازار بورس لندن بوده است. در سال ۲۰۱۰ وی ۱۰ درصد از ال کورت اینگلس را که بزرگترین فروشگاه زنجیره‌ای اسپانیا است را خریداری کرد. در ژوئن ۲۰۱۴، وی ۸۰ درصد از سهام  هریتیج اویل را که به عنوان یک شرکت اکتشاف و تولید نفت در لندن ثبت شده بود را خرید. طبق پرونده کمیسیون بورس و اوراق بهادار ایالات متحده، او همچنین ۴ درصد سهام دویچه بانک را در اختیار خود دارد. در ماه مه ۲۰۱۵، حمد نقاشی «زنان الجزایری» (نسخه او) اثر پیکاسو را به قیمت ۱۸۰ میلیون دلار شامل کارمزدها خریداری کرد که رکورد قیمتی برای یک نقاشی در حراجی بود.